# 魏光緒
魏光緒（？—？），字孟韬，号元白，山西武鄉人，明朝政治人物，同进士出身。

## 生平
萬曆四十年壬子山西鄉試舉人，四十一年（1613年）联登癸丑科进士，通政司觀政，授行人司行人，四十三年丁憂。四十五年補原职，四十八年考选，升任云南道监察御史，三年復補福建道，五年因得罪閹黨被降職。
崇禎元年（1628年）起用原职，二年巡视京营，升任順天府府丞，三年升太僕寺少卿，本年升任都察院右佥都御史、湖廣巡撫，崇祯五年因言官罷免歸鄉。

## 家族
曾祖魏經，儒官。祖父魏邦佑，耆宾。父魏鳌，知县。